# Mjölbolsta
Mjöbolsta (finska: Meltola) är en by i Karis i Raseborg. Den befinner sig mellan Svartån och Kustbanan Åbo–Helsingfors.
Mjöbolsta har fått sitt finska namn efter ett sjukhus där, Mjölbolsta sjukhus. Svenskar bosatte sig i Mjöbolsta senast på 1300-talet.

## Historia
Mjölbolsta har bebotts redan tidigt. Man har hittat kroppar såväl från brons- som järnåldern i byn. På 1300-talet utvecklades Mjölbolsta tillsammans med Sannäs Mangård, Högben och Ingvalsby byar till den svenska bebyggelsens centrum runt Svartån.